# 深惑星探査
深惑星探査（しんわくせいたんさ、英: deep planetary exploring）は、木星以遠のガス惑星を探査する探査計画のこと。

## 概要
木星以遠の惑星探査は、パイオニア11号、ボイジャー1号、ボイジャー2号、ニュー・ホライズンズなどのフライバイ型探査と、ガリレオ、カッシーニによる木星・土星の周回探査に区分される。
どちらの場合にも、打ち上げから計画完了までのミッションスケジュールは、数年から十数年を要する。これは、木星までの距離が最短にしても、6億km以上に達するためである。また、基本的には太陽光による太陽電池を搭載することができないため、原子核分裂反応を用いた原子力電池を搭載することになる。

## 名前の由来
太陽系天文学の領域において、小惑星帯が発見されるまで、地球型惑星と木星型惑星に区分されていた時代がある。ガス惑星である木星は、火星との距離比較でも、8倍相当の違いがある。そのため、より深い宇宙探査ということで、深惑星探査と呼ばれるようになった。

## ミッション設計
木星にせよ、木星以遠にせよ、木星の公転運動量及び木星の重力を活用したスウィングバイが必要である。このため、木星以遠を探査する際には、木星との会合周期毎に打ち上げ好機が来る。

## 実施宇宙機関
- アメリカ航空宇宙局ジェット推進研究所 (JPL)
- 欧州宇宙機関